# Белоголовый орлан
Белоголо́вый орла́н (лат. Haliaéetus leucocéphalus) — крупная хищная птица из семейства ястребиных, обитает в Северной Америке. Будучи одним из наиболее крупных представителей орнитофауны континента, эта птица наряду с беркутом играет существенную роль в культуре и обычаях местных народов. Имеет внешнее сходство с типичными орлами (в английском языке его так и называют — eagle), однако в отличие от них больше специализируется на рыбной диете. По этой причине птица селится преимущественно на морских побережьях и берегах крупных водоёмов. Орлан схватывает рыбу у поверхности воды, но не ныряет за ней, как родственная ему скопа. Помимо основного корма, белоголовый орлан также охотится на водоплавающих птиц и небольших млекопитающих. Птица охотно отбирает пойманную добычу у других пернатых хищников, а также подбирает всплывшую мертвую рыбу или кормится тушами павших наземных животных.
Как правило, белоголовый орлан сторонится людей и селится в стороне от населённых пунктов. Партнёры сохраняют верность друг другу многие годы, зачастую всю жизнь. Размножаются один раз в год, выводя от одного до трёх птенцов. Особую известность получили огромных размеров птичьи гнёзда из сучьев, попавшие в Книгу рекордов Гиннесса как самые большие в мире. Продолжительность жизни в среднем составляет 15—20 лет, в неволе значительно дольше.
В 1782 году орлан был официально признан национальной птицей США, его изображения появились на гербе, президентском штандарте, денежных знаках и других государственных атрибутах этой страны, а также на логотипах национальных корпораций. Несмотря на популярность, в XIX и XX столетиях птица пережила драматический спад численности, вследствие чего остро встал вопрос сохранения вида. Основными причинами деградации были признаны массовое истребление и хозяйственная деятельность человека. Особо пагубные последствия имело использование ДДТ для уничтожения насекомых-вредителей. Природоохранные меры и запрет инсектицидов привели к постепенному восстановлению численности, в 2000-х годах статус вида был признан благополучным. Несмотря на это, в США действуют законы, запрещающие убийство и владение птицами без соответствующего разрешения.

## Систематика
Белоголовый орлан был описан шведским врачом и натуралистом Карлом Линнеем в 1766 году в его «Системе природы». Автор поместил орлана в один ряд с соколиными птицами и присвоил латинское название Falco leucocephalus. В 1809 году французский натуралист Жюль Савиньи в «Описании Египта» ввёл в употребление род Haliaeetus, объединяющий птиц с орлиной внешностью и оголённой плюсной, спереди покрытой щитками. Изначально в род был включён только орлан-белохвост (под названием Haliaeetus nisus), однако затем в эту же группу был добавлен и белоголовый орлан. Родовое название (Haliaeetus) происходит от др.-греч. ἁλιάετος, букв. «морской орёл», что предположительно означало скопу. Этим латинским словом в древности называли орлана. Видовое (leucocephalus) — от др.-греч. λευκοκέφᾰλος «белоголовый». Всю комбинацию слов можно перевести как «белоголовый орлан». Примечательно, что в современном английском языке птицу называют «лысым орлом» (bald eagle). Специалисты, однако, утверждают, что в данном случае слово bald не имеет отношения к отсутствию перьевого покрова, а морфологически преобразовалось от английского слова piebald, которое в русском языке можно перевести как прилагательное пегий, то есть имеющий неоднородную окраску.

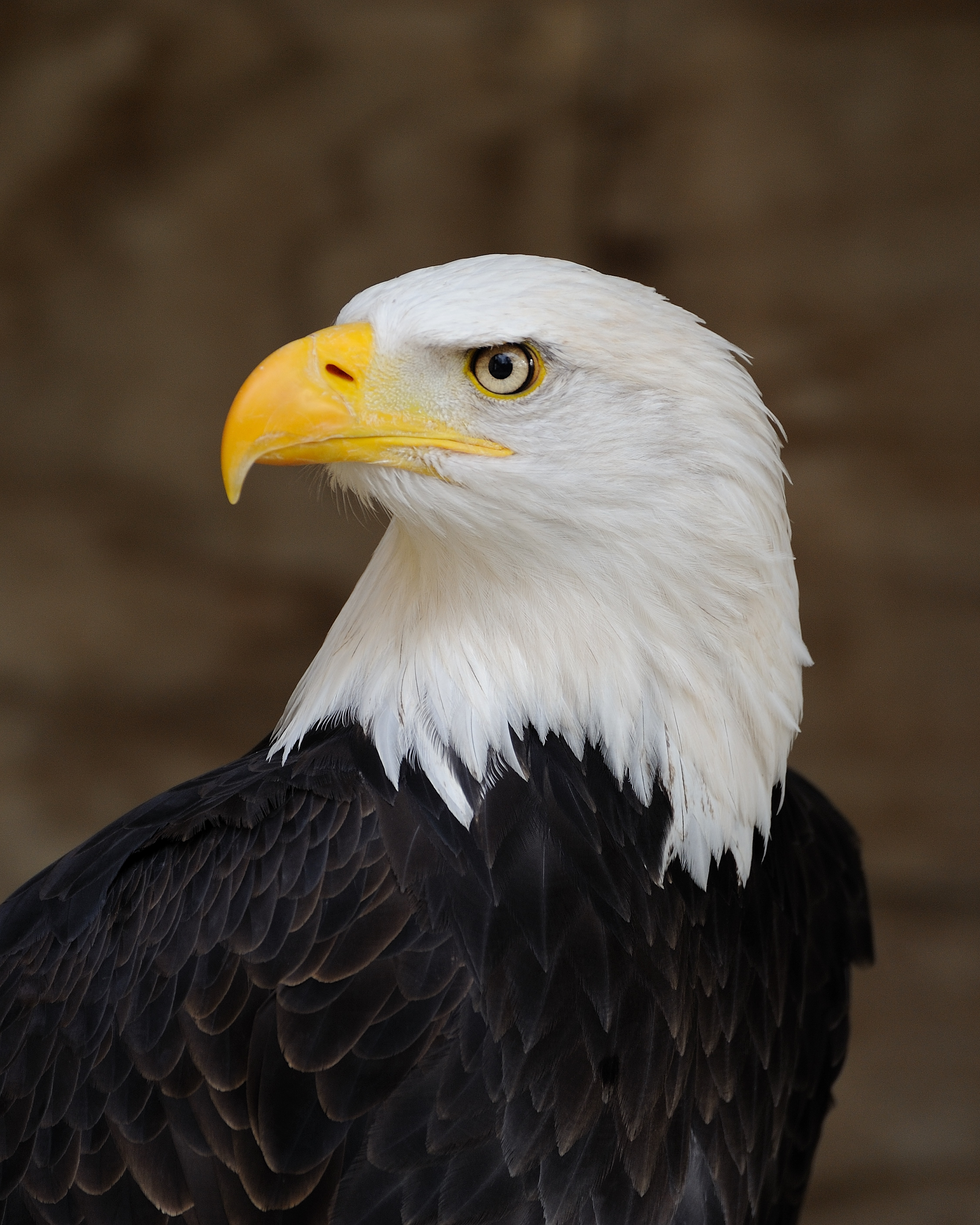
Одним из отличительных признаков взрослой птицы является белое оперение головы

Молодая особь

Ближайшим родственником белоголового орлана является орлан-белохвост, занимающий ту же экологическую нишу в северной Евразии и Гренландии. Молекулярный анализ ископаемых находок говорит о том, что общий предок этих двух видов отклонился от остальных орланов скорее всего в начале или середине олигоцена (28 млн лет назад), но никак не позднее раннего миоцена (10 млн лет назад). Расхождение двух видов, по всей вероятности, произошло в северной Атлантике: белоголовый орлан получил развитие на западе в Северной Америке, в то время как его визави на востоке в Евразии. Наиболее древние ископаемые остатки настоящего вида были обнаружены в пещере в американском штате Колорадо, их возраст оценивается в 670—780 тыс. лет.
Традиционно рассматривают два подвида белоголового орлана, единственное отличие между которыми проявляется в общих размерах. Ряд специалистов полагает, что эта изменчивость плавная (в терминах биологии клинальная), не имеющая чёткой границы, а значит не может служить достаточным основанием для подвидовой систематики. Тем не менее, существует заметная разница между размерами птиц, обитающих на северной и южной перифериях ареала. Согласно описаниям, более крупная раса H. l. washingtoniensis распространена в северной части ареала к югу до южного Орегона, Айдахо, Вайоминга, Южной Дакоты, Миннесоты, Висконсина, Мичигана, Огайо, Пенсильвании, Нью-Джерси и Мэриленда. Другая раса H. l. leucocephalus обитает к югу от этой линии вплоть до южных границ США, местами проникая в Мексику.

## Описание

### Внешний вид
Белоголовый орлан — одна из наиболее крупных хищных птиц Северной Америки, но при этом по величине значительно уступает родственному орлану-белохвосту. Общая длина достигает 70—120 см, размах крыльев 180—230 см, масса 3—6,3 кг. Самки примерно на четверть массивнее самцов. Птицы, распространённые на северной периферии ареала, отличаются значительно более крупными размерами по сравнению с птицами, обитающими в южной части ареала: если в Южной Каролине средняя масса составляет 3,27 кг, то аналогичный показатель на Аляске 6,3 кг у самок и 4,3 кг у самцов. Половой диморфизм проявляется только в размерах.
Клюв большой, крючкообразный, у взрослой птицы окрашен в золотисто-жёлтый цвет. Характерны наросты на надбровных дугах черепа, что придаёт птице нахмуренное выражение. Ноги одного цвета с клювом, без признаков оперения. Пальцы длиной до 15 см, сильные, с острыми когтями. Передними пальцами птица удерживает жертву, в то время как хорошо развитым задним когтем протыкает её жизненно важные органы. Цевка, в отличие от орлов, оголена полностью. Радужина жёлтая. Крылья широкие и закруглённые; хвост средней длины, клинообразный.
Окончательный перьевой наряд орлан приобретает лишь в начале шестого года жизни. С этого возраста птицы выделяются белой головой и хвостом на контрастном тёмно-буром, почти чёрном фоне остальной части оперения. Только что появившиеся на свет птенцы частично покрыты серовато-белым пухом, кожа окрашена в розовый, когти в телесный цвет. Примерно через 3 недели кожа приобретает синеватый оттенок, ноги покрываются желтизной. Оперившиеся сеголетки почти полностью шоколадно-коричневые (включая радужину и клюв), за исключением белых пятен с внутренней стороны крыла и на плечах. На втором и третьем году жизни оперение становится более пёстрым с появлением белых отметин; глаза сначала приобретают сероватый оттенок, после чего желтеют. К концу этого периода желтизна также проявляется и на клюве. Во время следующего года происходит разделение перьев на тёмные и светлые участки: голова и хвост светлеют, в то время как остальная часть тела наоборот темнеет, пока не появляется чётко обозначенная граница между ними. В возрасте 3,5 лет голова уже почти полностью белая, за исключением тёмных пятен под глазами.

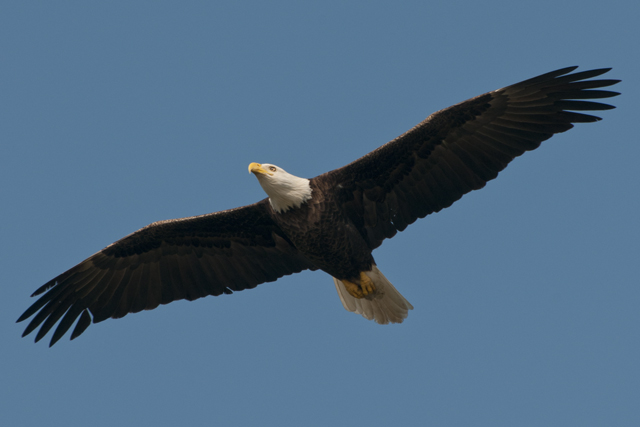
В полёте

Полёт равномерный, неторопливый, с редкими взмахами крыльев. При парении широкие крылья расставлены под прямым углом к телу, а голова вытянута вперёд.

### Голос
Несмотря на грозный вид, белоголовый орлан отличается относительно слабым голосом. Чаще всего можно услышать высокий клёкот или свист, передаваемый как «квик-кик-кик-кик». Он состоит из двух фаз: более размеренной, состоящей из трёх-четырёх сегментов, и более быстрой с постепенным затуханием, состоящей из шести-девяти сегментов. Кроме высокого клёкота, различают также низкое чириканье, которое передают как «как-как-как-как-как». У молодых птиц голос более резкий, грубый. Вокализация чаще всего появляется во время «смены караула» на гнезде, а также в местах массового скопления птиц в зимний период времени. В Северной Америке иногда ошибочно принимают пронзительный вопль краснохвостого сарыча за крик белоголового орлана, что ничего общего с действительностью не имеет.

### Схожие виды
Все ближайшие родственники белоголового орлана распространены за пределами Америки. Из них похожую расцветку имеет лишь африканский орлан-крикун: так же как белоголовый, он имеет белое оперение головы, шеи и хвоста. Однако у крикуна белый цвет занимает бо́льшую поверхность, захватывая также верхнюю часть спины и груди. У сравнимого по величине калифорнийского кондора, как и у грифа-индейки, голова оперена лишь частично. У беркута, который несколько напоминает не достигшего половой зрелости белоголового орлана (у взрослых птиц отличается окраска головы), более короткая шея и ноги оперены вплоть до цевки. Кроме того, оперение беркута более светлое, местами с золотистым оттенком. Если у молодого орлана всё тело покрыто белыми пятнами, то у молодого беркута — только основания крыльев и хвоста. Парящий орлан держит крылья в горизонтальной плоскости, беркут приподнимает кверху.

## Распространение

### Ареал
Белоголовый орлан обитает преимущественно в Канаде и США, местами проникая в северные штаты Мексики. Кроме перечисленных стран птица также гнездится на принадлежащих Франции островах Сен-Пьер и Микелон. Распространение крайне неравномерное, наиболее высокая концентрация гнездовий отмечена на морских побережьях и вблизи крупных рек и озёр. На западе ареала орлан охотно селится в полосе тихоокеанского побережья от Аляски до Орегона, а также на Алеутских островах. Стабильно много орланов в Скалистых горах на территории штатов Айдахо, Монтана, Вайоминг и Колорадо. На востоке США птиц больше всего во Флориде (вторая по численности популяция после Аляски), на берегах Чесапикского залива и в области Великих озёр. Небольшие по численности популяции отмечены в Нижней Калифорнии, Аризоне, Нью-Мексико, Род-Айленде и Вермонте. В Канаде птица отсутствует лишь в арктических широтах севернее долины реки Андерсон и средней части западного побережья Гудзонова залива. Случайные залёты зарегистрированы на Бермудах, Американских Виргинских островах, в Пуэрто-Рико, Белизе и в Ирландии.

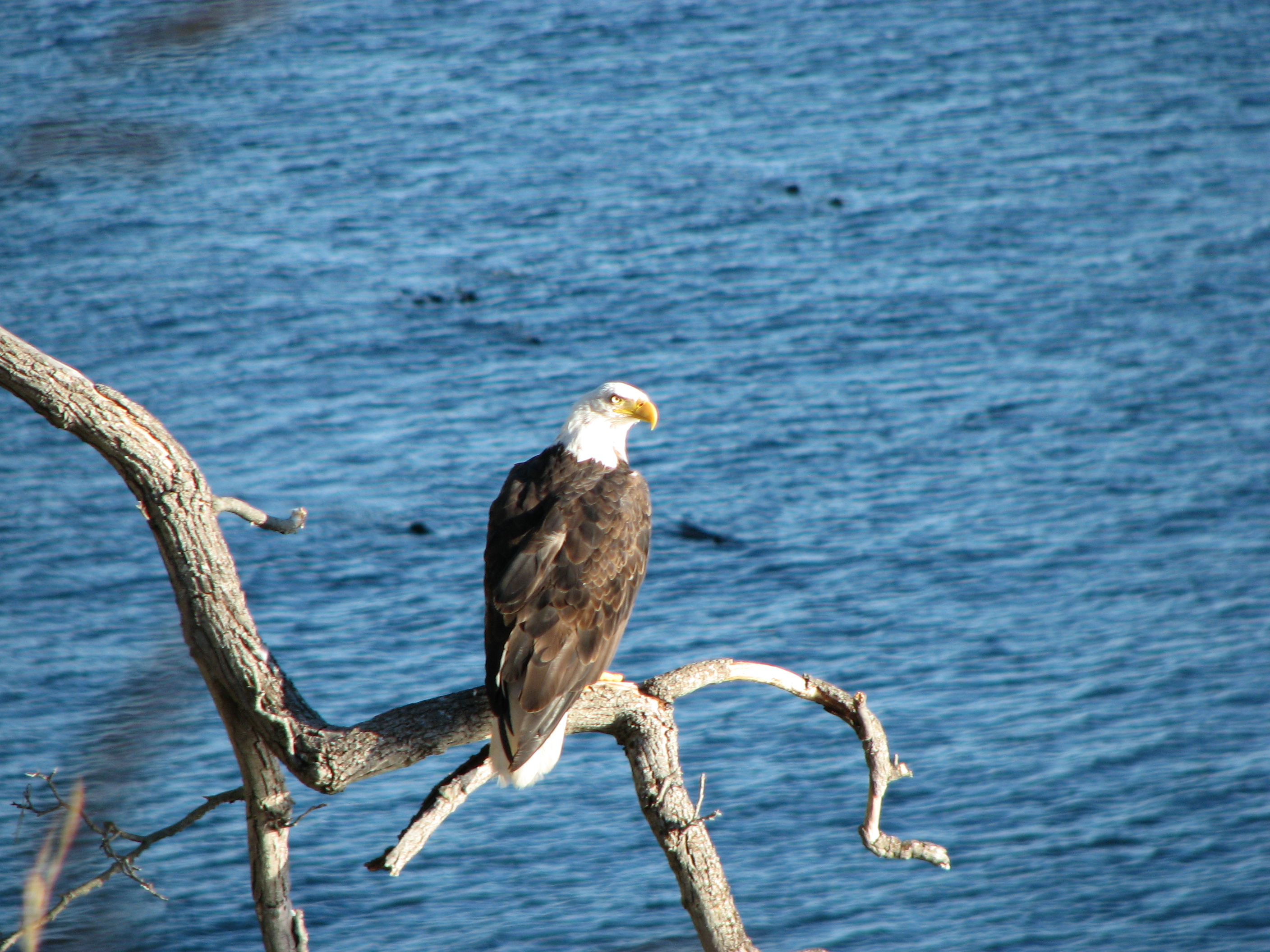
Орлан всегда селится недалеко от воды — океана, озера либо большой реки

Вплоть до конца XX века сообщалось о наблюдениях белоголовых орланов на российском Дальнем Востоке. Первыми на территории России их обнаружили участники Второй Камчатской экспедиции Витуса Беринга в 1741—1742 гг: офицер русского флота Свен Ваксель в своём отчёте о плавании указал, что зимовавшие на Командорских островах исследователи питались мясом этих птиц, врач Георг Стеллер в своём «Описании земли Камчатки» привёл морфологические особенности, присущие только данному виду. Известный норвежско-американский натуралист и путешественник Леонард Штейнегер, исследуя в 1882—1884 гг Командорские острова, также обнаружил размножающихся орланов на острове Беринга. В XX веке сохранилось несколько заметок лишь о случайных залётах без признаков гнездования: в 1920-х годах в районе Лисинской Бухты, в 1977 году в долине реки Авачи, в 1990 году в устье реки Каменки и в 1992—1993 гг на озере Курильском.

### Места обитания
Места обитания белоголового орлана всегда ассоциируются с крупным водоёмом — океаном, лиманом, большим озером либо широким участком реки. В условиях внутренней акватории длина береговой линии должна быть не менее 11 км; наименьшая площадь открытой водной поверхности, зафиксированная для гнездящейся пары, составляла 8 га. При выборе водоёма очень важное значение имеет изобилие на нём разнообразной и доступной дичи — чем её больше, тем плотность поселений выше. Орлан, как правило, отдыхает и гнездится в спелом лесу с преобладанием хвойных и твердолиственных пород деревьев, на расстоянии не более 200 м от воды (до 3 км во Флориде). Для насеста и строительства гнезда использует крепкое, часто доминантное, дерево с открытой кроной и хорошим обзором. В период размножения избегает культурных ландшафтов и вообще мест, активно посещаемых людьми, даже если поблизости имеется благоприятная кормовая база. По наблюдениям, гнездится на расстоянии не менее 1,2 км от них. В редких случаях, если доступ людей сильно ограничен, может поселиться на изолированном участке живой природы в пределах городской черты, как например на острове Хартек реки Уилламетт в Портленде или в Национальном заказнике Джона Хайнца (англ. John Heinz National Wildlife Refuge at Tinicum) в Филадельфии.
Размер кормовой территории повсюду различен, известные цифры варьируют от 2,6 кв км в районе озера Аппер-Кламат в Орегоне до порядка 648 кв км в Аризоне.

### Миграция

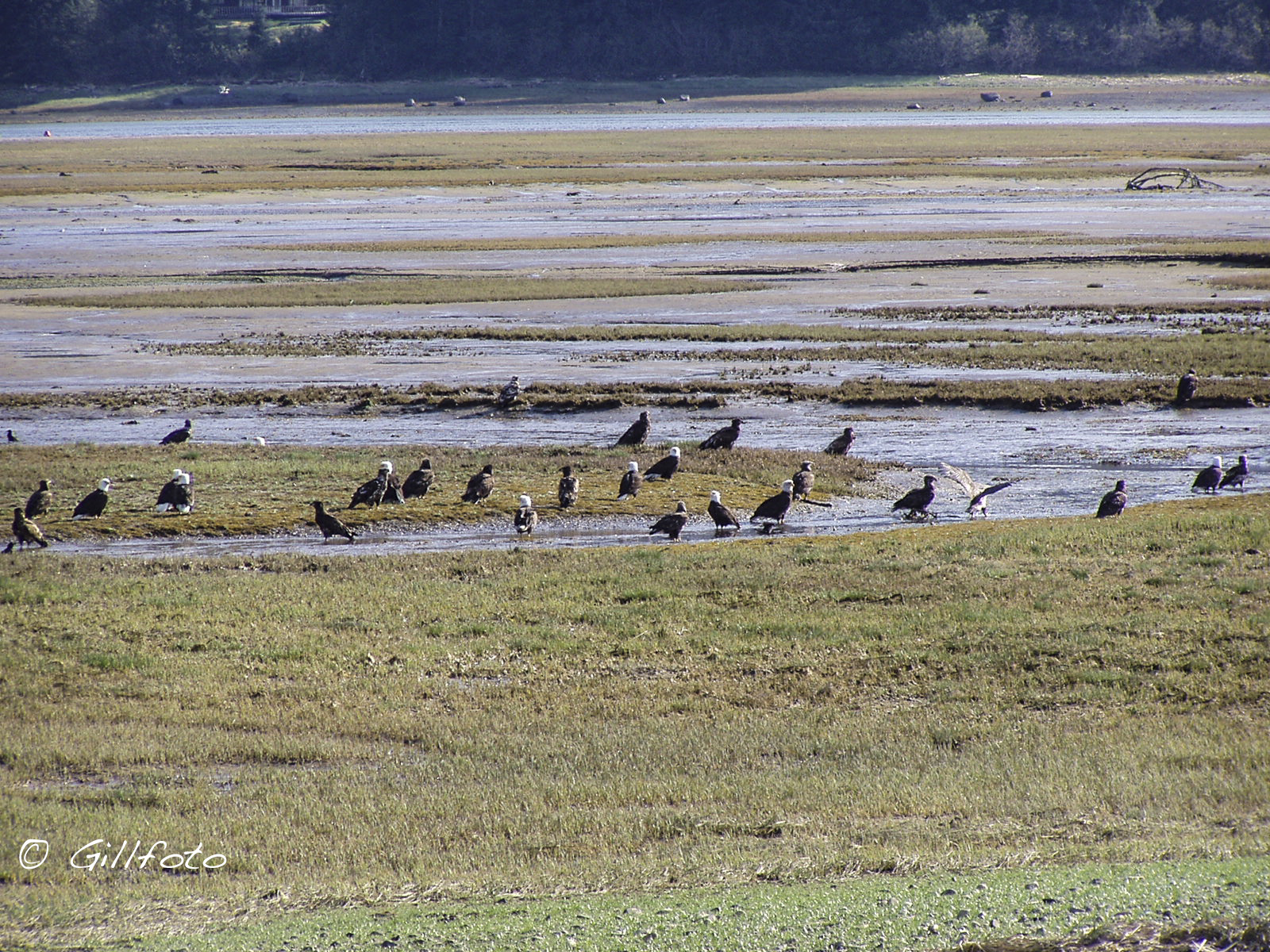
Скопление орланов на реке Lemon Creek (Аляска) в период весенней миграции

Характер миграции зависит от нескольких факторов, в том числе климатических условий, доступности корма, месторасположения гнездового участка и возраста отдельной особи. Если поверхность водоёма полностью покрывается льдом, то все обитающие на нём орланы покидают район и перемещаются на морские побережья либо к югу в широты с более тёплым климатом. С другой стороны, когда пищевые условия позволяют (например, на морских побережьях), как минимум часть взрослых особей остаётся зимовать в пределах гнездового участка. Наблюдение в Мичигане показало, что птицы скорее не мигрируют, а откочёвывают в места, где имеются открытые участки воды и необходимое количество дичи.
Полагают, что птицы мигрируют в одиночку, хотя в этот период они могут собираться небольшими группами на ночлег либо в местах скопления дичи. Несмотря на то, что партнёры летят отдельно друг от друга, на зимовках самцы и самки встречаются и вновь образовывают пару. Бывает, что зимующие птицы строят новое гнездо и даже спариваются, но затем всё равно улетают на север на свой гнездовой участок. Белоголовый орлан — один из немногих пернатых хищников, кто может образовывать массовые скопления. В местах, где имеется изобилие пищи, например районах массового падежа животных либо возле гидроэлектростанций, зимой могут концентрироваться десятки, сотни и даже тысячи птиц. Такие сезонные скопления известны в долинах рек Миссисипи и Миссури, на тихоокеанском побережье от южной Аляски и Британской Колумбии к югу до среднего Вашингтона, а также в районе Чесапикского залива. Отмечено, что продолжительность осенней миграции заметно превышает продолжительность весенней. На юге, в частности в Калифорнии и во Флориде, орланы живут оседло, в холодное время года смешиваясь с северными популяциями.
Картина перемещений молодняка более сложная, помимо сезонной миграции также сочетает в себе элементы рассеивания и кочевого образа жизни. Известно, что часть не достигших половой зрелости калифорнийских и флоридских орланов осенью вдоль побережий летит на север, достигая южной Аляски и Ньюфаундленда.

## Размножение

### Образование пары

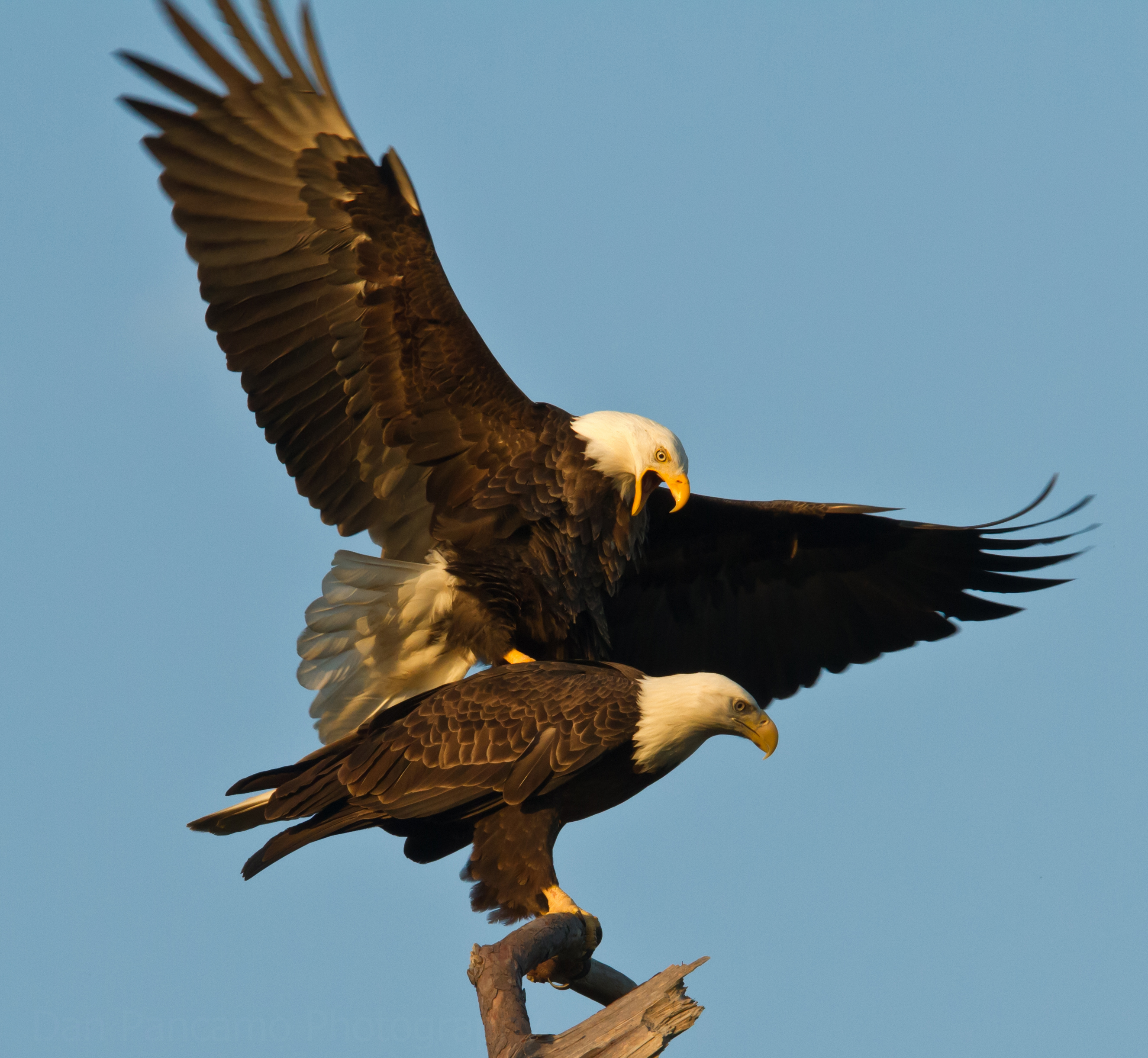
Спаривание

Половая зрелость обычно наступает в возрасте четырёх-пяти, изредка шести-семи лет. Как и подавляющее большинство ястребиных птиц, белоголовые орланы являются типичными моногамами: каждый самец спаривается с одной самкой. Традиционно считается, что партнёры сохраняют «супружескую» верность в течение всей жизни. Однако это не совсем так: если одна из птиц не возвращается на гнездовой участок после зимовки, вторая подыскивает себе нового партнёра. Пара также распадается при неспособности воспроизвести совместное потомство.
Пары образуются как в пределах гнездового ареала, так и на зимовках. Брачное поведение особенно ярко проявляется в демонстративном полёте обеих птиц, во время которого они гоняются друг за другом, делают глубокие нырки и переворачиваются вверх ногами. Наиболее зрелищный эпизод такого ритуала, в английском языке известный как «cartwheeling» (в буквальном переводе «катание кувырком»), выглядит следующим образом: на большой высоте самец и самка сцепляются когтями и парашютом падают вниз, вращаясь в горизонтальной плоскости. Птицы разлетаются только у самой земли, после чего вновь взмывают ввысь. Парочку также иногда можно увидеть на ветке, где они трутся друг об друга клювами.
Окончательно образованный союз закрепляется выбором места будущего гнезда. Охраняемая территория вокруг гнезда составляет приблизительно 1—2 кв км, но может быть выше или ниже в соответствии от плотностью поселений и доступности объекта для охоты. На одном из островов архипелага Александра у берегов Аляски, где отмечена наибольшая плотность гнездовий, охраняемая территория может не превышать 0,5 кв км, что, по всей видимости, составляет минимальное значение для вида.

### Гнездо

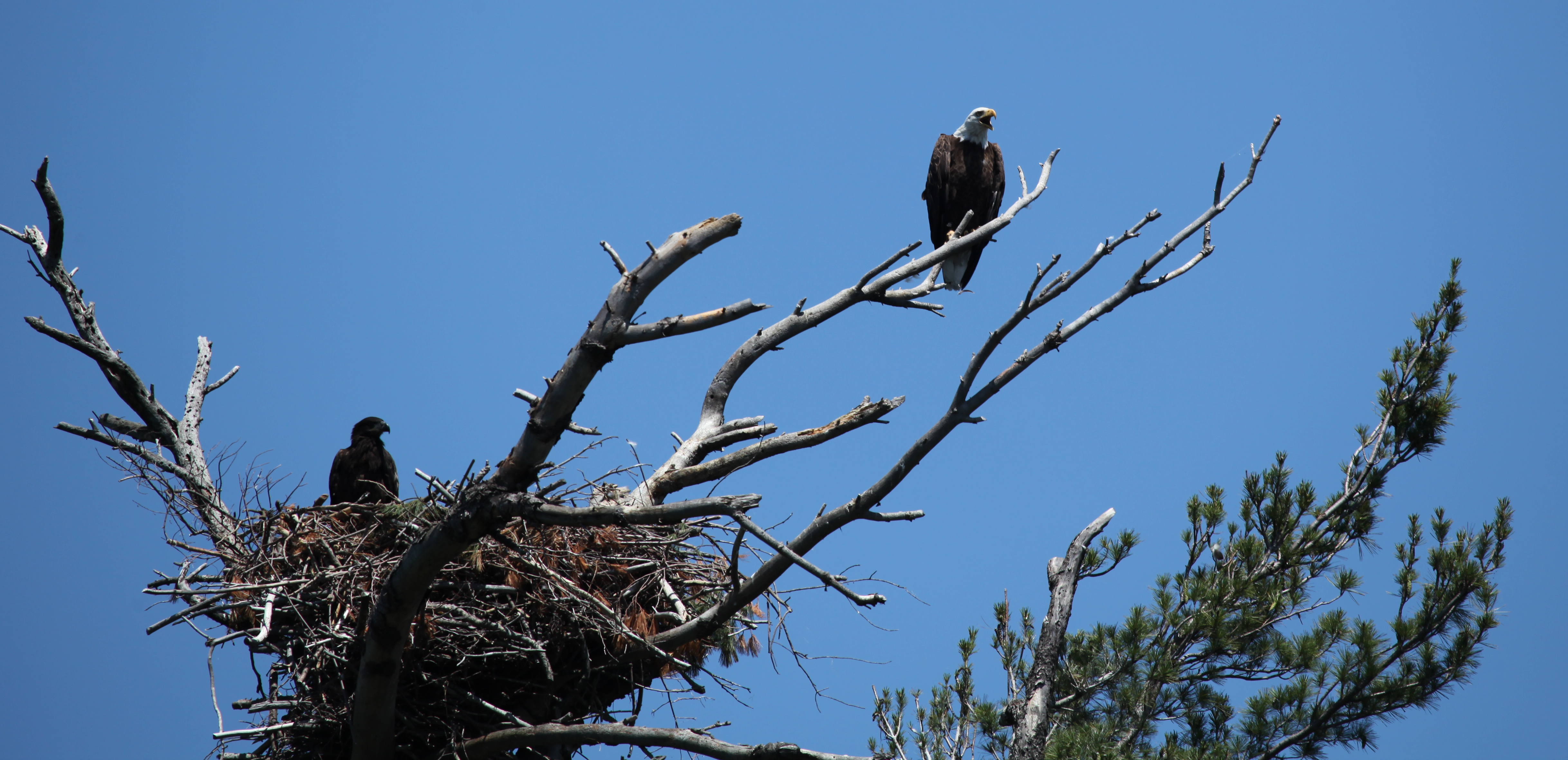
Гнездо строится в кроне большого дерева с возможностью свободного подлёта

Обустройство гнезда начинается во Флориде в конце сентября-начале октября, в Огайо и Пенсильвании в феврале, на Аляске в январе, но в любом случае значительно раньше, чем у большинства пернатых хищников в той же местности. Оно представляет собой гигантский ворох из веток и сучьев, располагается чаще всего в кроне высокого живого дерева с возможностью свободного подлёта, не далее пары километров от открытой воды. Источники утверждают, что гнездо орлана — самое крупное среди всех птиц в Северной Америке. Нередко оно может достигать 2,5 м в диаметре, 4 м высотой и весить около тонны. Согласно Книге рекордов Гиннесса, самое крупное известное птичье гнездо также принадлежит белоголовому орлану: в 1963 году недалеко от флоридского Сент-Питерсберга была измерена постройка, диаметр которой оказался около 2,9 м, а высота около 6 м. По оценкам специалистов, масса гнезда на тот момент уверенно превышала 2 тонны. С учётом добавления свежего материала гнездо с каждым годом становится всё тяжелее и может обломить держащие его ветки, а также разрушиться при сильном порыве ветра. Тем не менее, известны гнёзда, которые используются десятилетиями: так, в Огайо в одном из них птицы размножались по крайней мере в течение 34 лет. В исключительных случаях, когда в районе размножения древесная растительность отсутствует, как например на острове Амчитка (Алеутские острова), гнездо может быть устроено на скалистом уступе либо ином труднодоступном для наземных хищников месте. В пустыне Сонора, где деревья также являются большой редкостью, орланы гнездились на вершине гигантского кактуса, известного как «гребень туземцев» (Pachycereus pecten-aboriginum). Также крайне редко птицы занимают искусственные сооружения, одно из них — телеграфный столб — было зафиксировано в 1986 году в Миннесоте.
Основной веточный каркас скрепляется травой, стеблями кукурузы, сухими водорослями и другим подобным материалом. В постройке, которая может занять от нескольких дней до 3 месяцев, принимают участие оба родителя, однако укладыванием веток занимается преимущественно самка. Хотя основное строительство происходит до начала кладки яиц, позднее обе птицы пары дополнительно укрепляют уже готовое сооружение. Помимо основного гнезда, в пределах того же участка могут находиться ещё одно или несколько запасных, которые птицы используют время от времени, в частности после гибели первоначальной кладки.

### Насиживание и птенцы

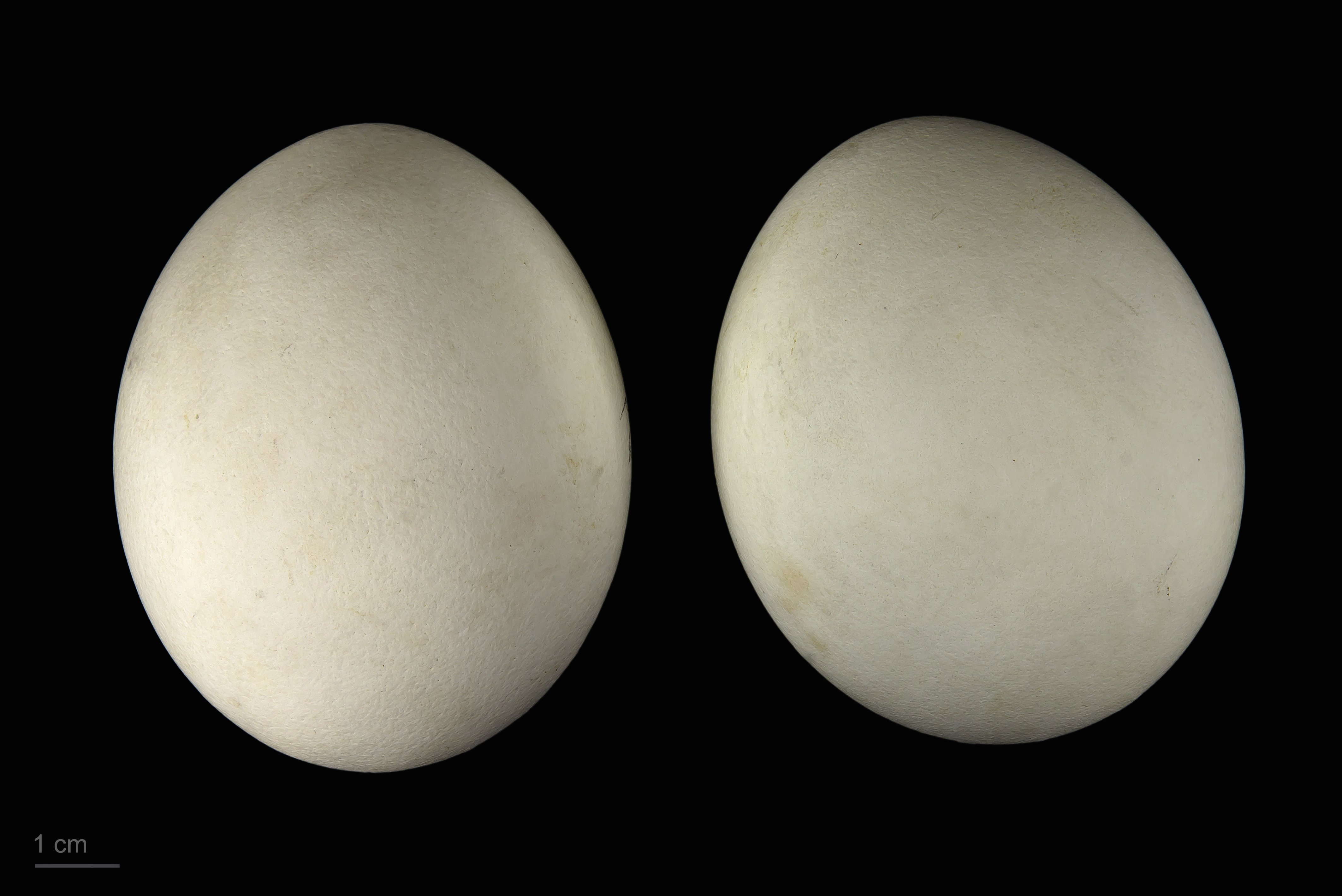
яйцо Haliaeetus leucocephalus - Тулузский музей

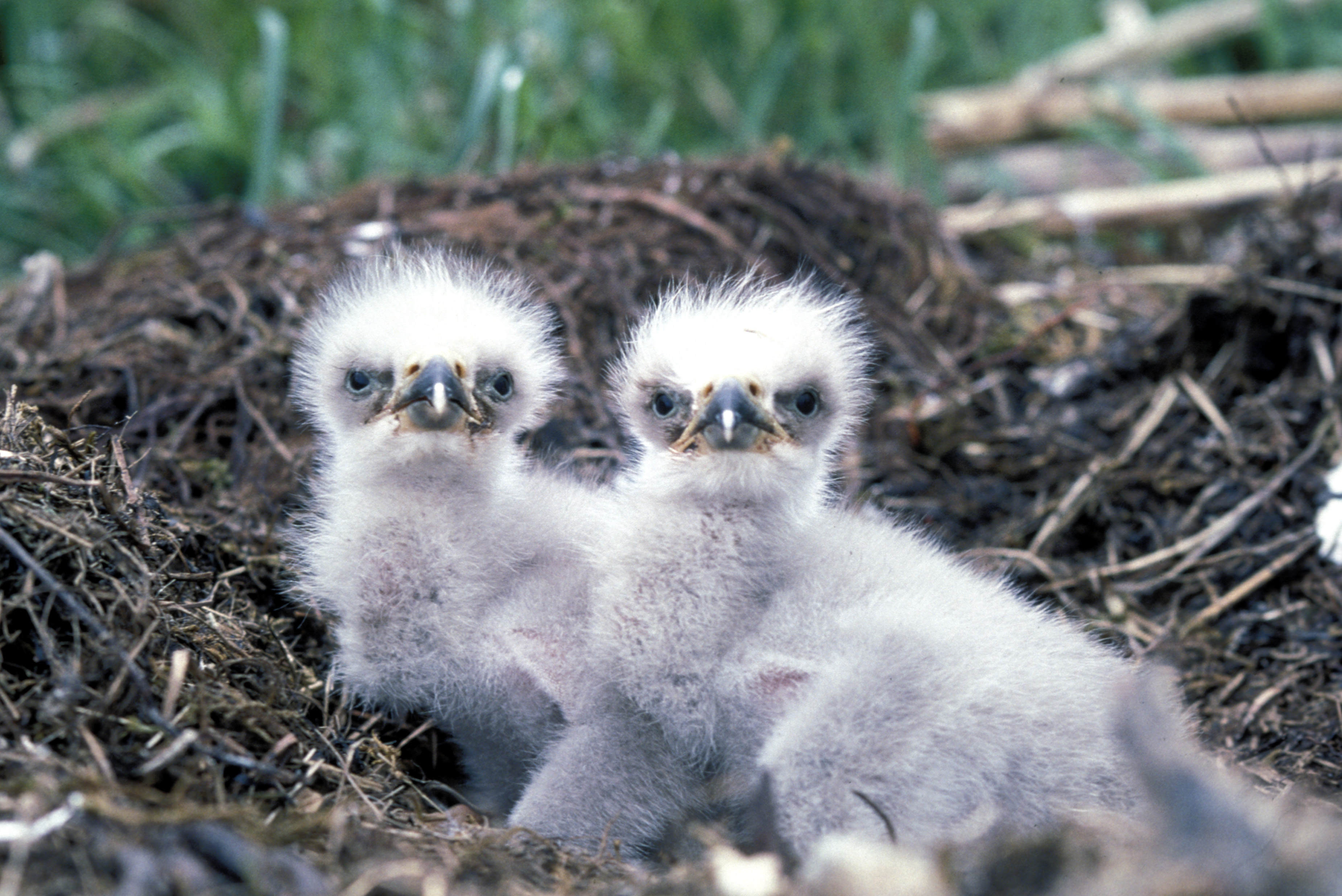
Птенцы в первые дни жизни покрыты пухом

Яйца откладываются спустя 1—3 месяца после начала строительства гнезда. В полной кладке, как правило, 1—3 (чаще всего 2) яйца, отложенных с интервалом в день или два. Очень редко попадаются гнёзда с 4 яйцами. Если по какой-либо причине первоначальная кладка утрачена, самка способна отложить повторно. Яйца матово-белые, без рисунка, имеют широкую овальную форму. Их размеры 58–85x47–63 мм. Размеры, а также масса яиц имеет тенденцию к увеличению с юга на север в соответствии с размером самих птиц. Измерения на Аляске показывают среднюю массу около 130 г, в канадской провинции Саскачеван — около 114,4 г.
Продолжительность насиживания около 35 дней. Насиживает, а также выкармливает потомство преимущественно самка, самец лишь время от времени подменяет её. Основная задача самца — добыча корма. Птенцы появляются на свет в том же порядке, что и были отложены яйца, так что заметно отличаются друг от друга по размеру. Появившиеся птенцы покрыты пухом и беспомощны; первые две-три недели один из родителей постоянно находится в гнезде — в основном это самка, в то время как самец занимается добычей корма или собиранием материала для гнезда. Птенцы конкурируют друг с другом за доступ к еде, и часто младшие погибают от голода. На пятой-шестой неделе родители покидают гнездо и обычно находятся неподалёку на ветке. К концу этого срока птенцы учатся разрывать кусочки еды и перепрыгивать с ветки на ветку, через 10—12,5 недель совершают свой первый полёт. Примерно у половины птенцов первая попытка подняться в воздух оказывается неудачной и они падают на землю, где проводят время до нескольких недель. Научившись летать, птенцы ещё в течение 2—11 недель проводят время возле родителей, прежде чем становятся полностью самостоятельными и рассеиваются. Примерно половина орланов успевает воспроизвести второй выводок в течение года. Это довольно высокий процент: у близкородственных орлов (Aquila) этот показатель варьируется в районе 20 %.

## Питание

### Рацион
Как и другие орланы, белоголовый питается преимущественно рыбой, хотя также охотится на некрупную дичь. При случае охотно отбирает корм у других хищников либо употребляет в пищу падаль. Сравнительный анализ 20 исследований в различных частях ареала показал, что среднестатистический рацион на 56 % состоит из рыбы, на 28 % из птицы, на 14 % из млекопитающих, на 2 % из других групп животных. Это соотношение варьирует в соответствии с территориальной и сезонной доступностью конкретного корма: например, в период размножения в юго-восточной Аляске доля рыбы достигает 66 %, в эстуарии реки Колумбия в Орегоне — 90 %, в песчано-каменистой пустыне Сонора около 76 %. Подсчитано, что ежедневно птица съедает от 220 до 675 граммов корма.

#### Рыба

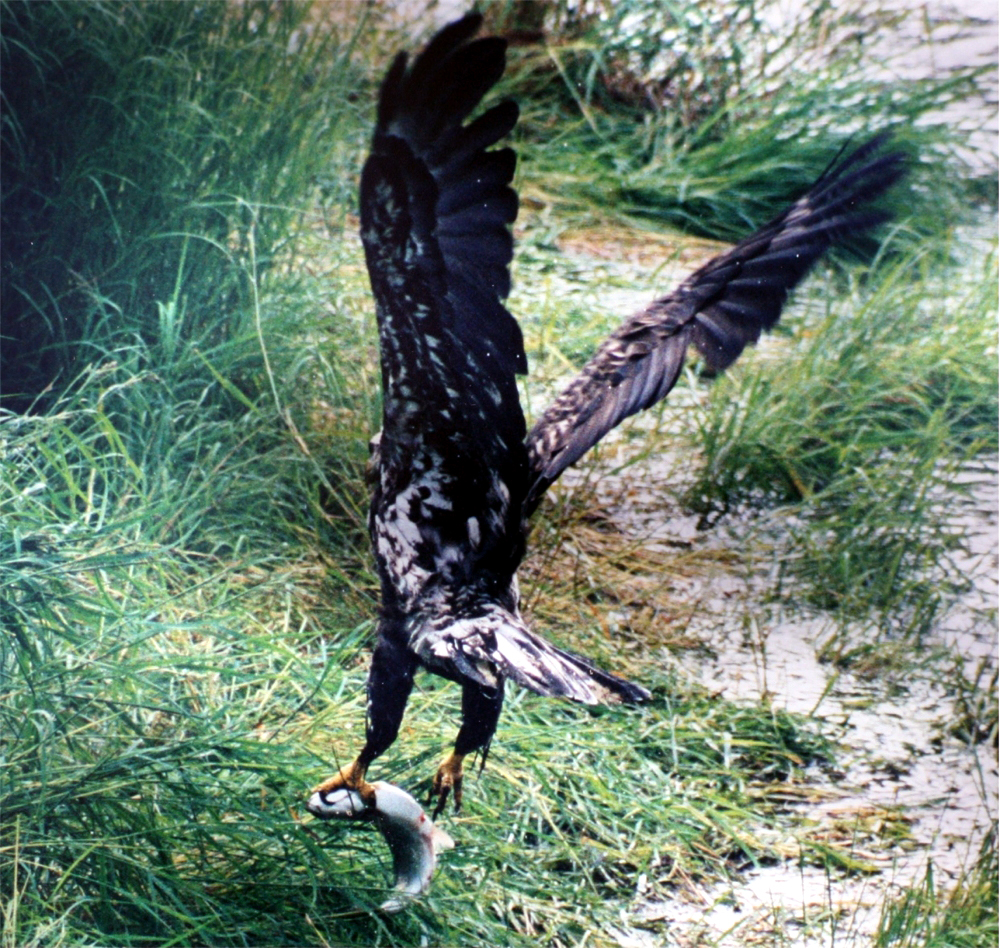
Молодой орлан с пойманным лососем

Когда есть возможность, орлан предпочитает рыбу другим категориям кормов. На юго-востоке Аляски преобладают тихоокеанские лососи — горбуша, кижуч, местами нерка. Более крупная чавыча (12—18 кг) слишком тяжела для ловли в живом виде и по этой причине употребляется в пищу только в качестве падали. В эстуариях и на мелководных заливах южной Аляски важное значение имеют тихоокеанская сельдь (Clupea pallasii), тихоокеанская песчанка и тихоокеанский талеихт (Thaleichthys pacificus). В дельте реки Колумбия наиболее значимые виды рыб — большегубый чукучан (Catostomus macrocheilus, около 17,3 % добычи), американский шэд (13 %) и карп (10 %). В районе Чесапикского залива в Мэриленде существенную долю в рационе орлана занимают северная (Dorosoma cepedianum) и южная (Dorosoma petenense) доросомы, а также белый американский окунь (Morone chrysops). Во Флориде орланы охотятся на американского, канального сомиков и других сомообразных рыб, различные виды форели, кефали, сарганов и угрей. Птицы, зимующие в долине реки Платт в Небраске, питаются преимущественно северной доросомой и карпом. В аризонской части пустыни Сонора наиболее обычные виды рыбы — канальный и оливковый сомики, чукучаны Catostomus insignis и Catostomus clarkii, а также карп. Среди других значимых для орлана видов рыб называют сероспинку, чёрную щуку, белого американского лаврака и малоротого окуня. Результаты наблюдений на реке Колумбия показывают, что из всей рыбы 58 % было поймано из воды в живом виде, 24 % употреблено в пищу в виде падали и 18 % отобрано у других хищников. На водохранилище Бриттон в Калифорнии орнитологами был произведён эксперимент, в ходе которого гнездящимся птицам предлагалась рыба разного размера. 71,8 % орланов выбрали дичь длиной от 34 до 38 см, 25 % предпочли рыбины длиной от 23 до 27,5 см.

#### Птицы
Следующая по важности составляющая рациона белохвостых орланов — водные и околоводные птицы (поганки, чистики, утки, казарки, чайки, лысухи, цапли). Когда численность и доступность рыбных ресурсов в верхних слоях водоёма падает, доля этого типа корма резко возрастает: в ряде районов в течение года она может вырасти от 7 до 80 %. Единственным регионом, где орлан охотится на других птиц так же часто, как и на рыбу (обе категории около 43 %), считается область в районе Йеллоустона. Чаще всего в качестве жертвы выступают среднего размера птицы, которых достаточно легко схватить на лету — например, кряква, западноамериканская поганка или американская лысуха. На озере Верхнем орланы чаще всего охотятся на американскую серебристую чайку (Larus smithsonianus). Иногда жертвой орлана становятся более крупные представители семейства утиных, ведущие общественный образ жизни, такие как гусь-белошей или белый гусь. Также известны случаи нападения на черноклювую гагару, морскую чайку, канадского журавля, бурого и белого пеликанов. Особую опасность орланы представляют для колониальных птиц — чистиков, качурок, бакланов, северной олуши, чаек и крачек. Доступность с воздуха и слабая защита птичьих базаров позволяет орлану успешно охотиться как на взрослых птиц, так и на птенцов, а также поедать их яйца.
За последнее столетие интенсивная ловля рыбы в северной части Тихого океана — особенно видов, обитающих в зарослях бурых водорослей, привела к значительному истощению этих ресурсов. Помимо рыбы, истребление и экологические проблемы затронули каланов. И те, и другие исторически составляют основную кормовую базу орланов в регионе. С их исчезновением хищники были вынуждены переключиться на гнездящихся по соседству птиц, в том числе кайр, качурок и буревестников. Появление парящего орлана часто заставляет колониальных птиц массово покидать гнёзда, которые тут же разоряют чайки, вороны и другие пернатые хищники. В ряде случаев, как например с тонкоклювыми кайрами, описанная смена пищевого режима привела к природоохранной коллизии, когда восстановление численности одного вида происходит за счёт сокращения численности другого.

#### Млекопитающие
Млекопитающие составляют относительно небольшой процент в общем рационе птицы. За исключением падали, в основном это животные размером до зайца: собственно зайцы, кролики, белки, суслики, крысы, еноты-полоскуны, ондатры, молодые бобры. На островах Тихого океана птицы охотятся на детёнышей обыкновенного тюленя, калифорнийского морского льва, калана.
Также, как и беркут, белоголовый орлан может задрать овцу или другую домашнюю скотину. В то же время обе птицы предпочитают держаться подальше от человека и обычно охотиться в дикой местности. К тому же, в отличие от беркута орлан вряд ли попытается вступить в схватку с сильным и здоровым животным. Имеется лишь единичное свидетельство о нападении на беременную овцу весом более 60 кг — это самая крупная когда-либо зарегистрированная добыча хищника.

#### Другая дичь

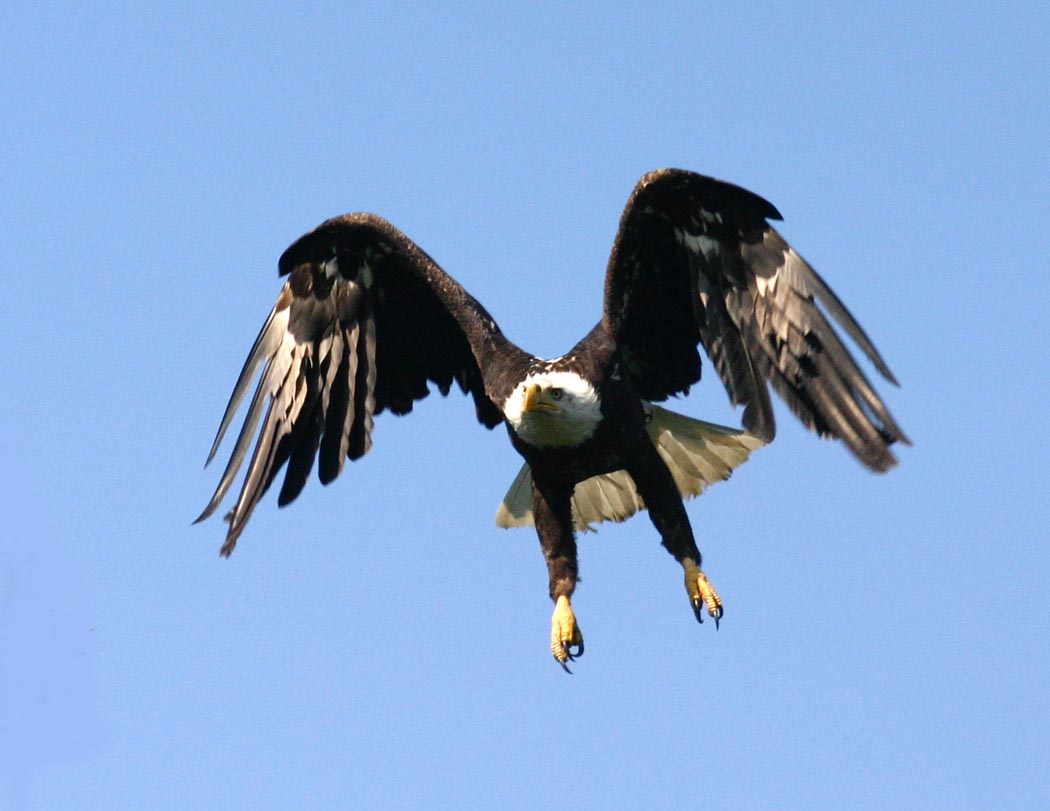
На охоте

Помимо перечисленных, дополнительные источники питания орлана непостоянны и в целом занимают небольшую нишу.
В областях с незамерзающими водоёмами птицы иногда кормятся пресмыкающимися, в первую очередь черепахами. В прибрежной полосе Нью-Джерси остатки этих рептилий были обнаружены в 14 из 20 известных гнёзд. Из них наиболее уязвимы оказались обыкновенная мускусная, бугорчатая и каймановая черепахи. Длина найденных панцирей варьировала от 9,2 до 17,1 см, что соответствует молодому возрасту этих пресмыкающихся. Изредка орланы питаются водяными змеями, земноводными и ракообразными (крупными речными раками и крабами).

### Добывание корма
Обычно орлан охотится на мелководье, где рыба скапливается у самой поверхности водоёма. Основной способ добывания корма аналогичен охотничьим навыкам скопы — орлан с высоты примечает жертву, камнем падает вниз и хватает её острыми когтями, при этом основной перьевой покров остаётся сухим. Скорость пикирующего полёта составляет 120—160 км/ч, обычного машущего 56—70 км/ч. Реже птица бродит по воде и клюёт проплывающих мимо мальков. В сравнении со скопой орлан специализируется на более крупной добыче и своими мощными когтями не способен ухватить такую мелкую рыбу, как синежаберного солнечника или пресноводного окуня. Масса удерживаемой им ноши обычно варьирует в пределах от 1 до 3 кг, хотя в литературе описывается достоверный случай, когда орлан переносил детёныша чернохвостого оленя весом 6,8 кг — своеобразный рекорд среди птиц. Слишком тяжёлая ноша может погрузить хищника в воду, и в этом случае птица успешно плывёт до берега, если только не гибнет от переохлаждения в ледяной воде. Как и у скопы, на пальцах ног орлана развиты так называемые спикулы — костные наросты в виде шипов, помогающие удерживать добычу.

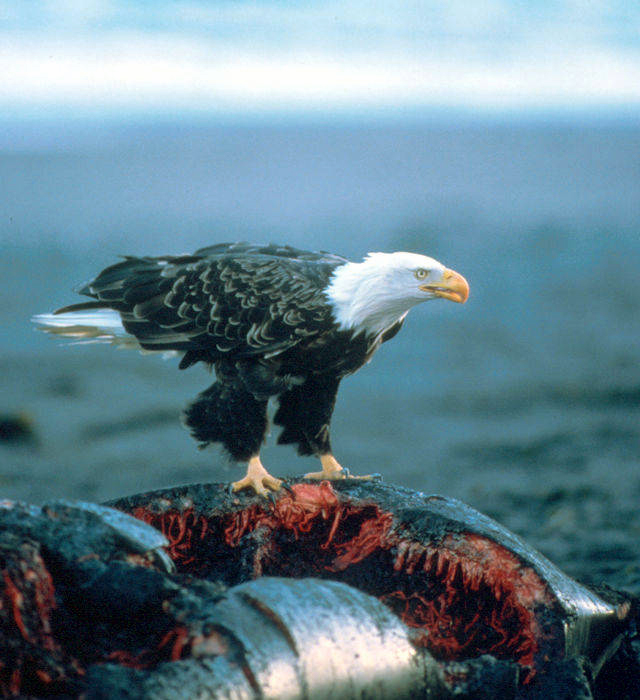
На туше павшего кита

У описываемого вида иногда наблюдают кооперативную охоту, когда одна из птиц пары отвлекает жертву, а другая нападает на неё с тыла. Такой способ добывания корма больше характерен для крупной наземной дичи, например зайца или цапли. Пернатую добычу орланы могут поймать и в воздухе, хотя чаще всё же захватывают врасплох на земле или воде. При ловле гусей хищник может подлететь снизу, перевернуться в воздухе и уцепиться когтями в грудь жертвы. С нырковыми утками используется другая техника: птица кружит над потенциальной жертвой, заставляя её прятаться под водой. После нескольких ныряний ослабленная птица становится лёгкой добычей хищника (подобный способ характерен также для орлана-белохвоста). Отнеся добычу на отмель или дерево, птица приступает к трапезе, одной ногой прижимая её к опоре и другой отщипывая кусочки. Нередко к одной кормящейся птице стремятся присоединиться и другие, поэтому поймавший добычу орлан стремится быстро уединиться где-нибудь в укромном месте. До одного килограмма пищи может какое-то время храниться в зобу, так что птица не испытывает голод в течение нескольких дней.
Орлан одинаково охотно поедает как живую, так и дохлую, всплывшую на поверхность, рыбу. Значение падали возрастает в холодные зимние месяцы, когда возможности рыбной ловли сильно ограничены. В этот период птицу чаще можно встретить возле трупа крупного млекопитающего: бизона, северного оленя, вапити, лося, коровы, овцы, волка, песца и других животных. Как правило, более массивный и сильный орлан успешно отгоняет от туши койотов, лисиц, ворон, чаек, грифов и других падальщиков. В отдельных случаях птица, особенно молодая, может уступить соперничество койоту, а также рыжей рыси и одичавшей собаке. Изредка птица питается пищевыми отбросами на свалках, подбирает объедки возле кемпингов и зон отдыха.
Наконец, со времён образования американского государства хорошо известна склонность орлана к клептопаразитизму, то есть отбиранию корма у других хищников. Согласно наблюдениям в Аризоне, доля такого способа добычи в штате оценивается в 5,7 %. В большей степени его практикуют молодые особи — по всей видимости, вследствие недостаточных навыков охоты на живую дичь. Жертвой грабежа чаще всего становятся меньшие по размеру ястребиные птицы, а также чайки и вороны. В ходе конфликта они также могут быть убиты и съедены — такие случаи известны в отношении краснохвостого сарыча, скопы, чёрной катарты и грифа-индейки. Изредка появляются сообщения о наблюдении отъёма добычи у млекопитающих, что в отношении птиц является крайне редким случаем. В статье научного журнала «The Condor» описывается, как на острове Амчитка (Алеутские острова) орланы отнимают у каланов пойманных ими гладких рыб-лягушек (Aptocyclus ventricosus).

## Лимитирующие факторы

### Продолжительность жизни
Белоголовый орлан в условиях дикой природы, как правило, доживает до 15—20 лет. Самая пожилая особь, возраст которой достиг 32 лет и 11 месяцев, была окольцована птенцом в 1977 году в штате Мэн и найдена мёртвой в 2010 году неподалёку от места рождения в графстве Шарлотт в Канаде. Ещё дольше — до 36 лет (по другим данным, до 47) — живут птицы в вольерах.

### Выживаемость

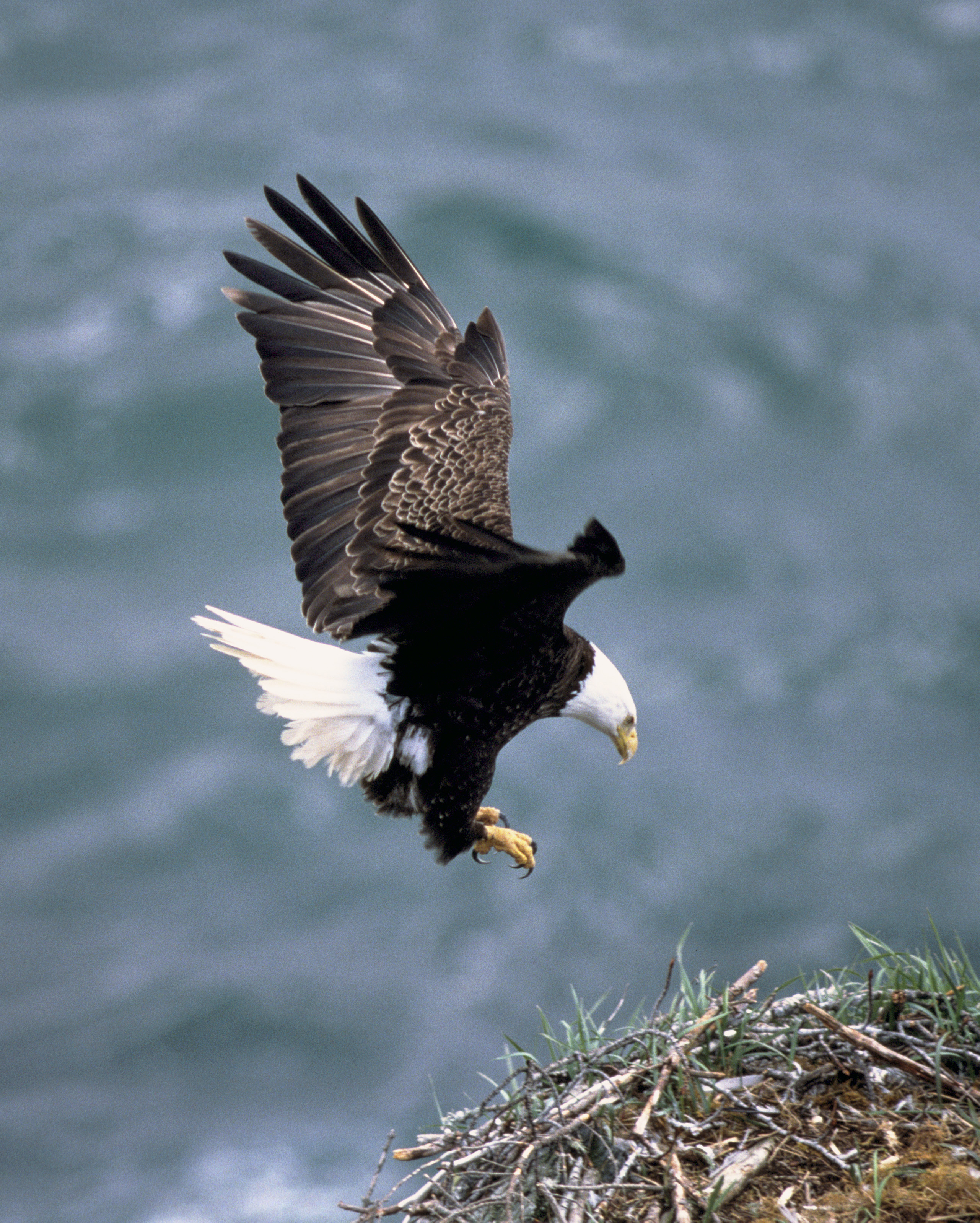
У гнезда

В организме белоголового орлана имеют свойство накапливаться токсичные вещества, такие как ртуть, ДДТ, полихлорированные дифенилы и дильдрин. Эта особенность, а также доступность корма и наличие подходящих мест обитания напрямую влияют на смертность в первый год жизни и её общую продолжительность. Во Флориде в 1997—2001 годах было проведено наблюдение за птицами с помощью датчиков GPS. Уровень выживаемости птенцов до вылета из гнезда был примерно одинаковым среди тех, кто появился на свет вблизи населённых пунктов, и тех, кто появился на свет в дикой глуши — около 91 %. Однако после их рассеивания данные резко разошлись: через год процент выживших в первой группе составил 65—72 %, во второй — 89 %. В последующие годы уровень выживаемости не выявил зависимости от выбранного района обитания, варьируя в пределах 84 до 90 % . Исследование выживаемости птиц методом телеметрии также проводилось после крупного разлива нефти в проливе Принца Вильгельма в 1989 году, когда в результате экологического бедствия погибло до четверти миллиона морских птиц. Сравнительный анализ данных показал отсутствие разницы в смертности между теми орланами, кто охотился в местах разлива нефти, и теми, кто кормился в районах, незатронутых катастрофой; в обоих случаях процент выживаемости составил среди сеголеток 71 %, среди птиц второго-четвёртого года жизни 95 %, среди взрослых 88 %.
В 1961—1965 годы смертность орланов от огнестрельного оружия оценивалась в 62 %; в дальнейшем благодаря государственным мерам предумышленное истребление птиц значительно сократилось. Однако вплоть до настоящего времени деятельность человека зачастую приводит к преждевременной гибели птиц. Согласно отчёту орнитологов, с 1963 по 1984 год до 68 % смертей имело антропогенные причины: травма вследствие столкновения с автомобилем, запутыванием в проводах и т. п. (23 %), огнестрельное ранение (22 %), отравление (11 %), удар током (9 %) и попадание в ловушку (5 %). Среди естественных причин назывались голод (8 %) и болезни (2 %). Причины оставшихся 20 % смертей были признаны неустановленными. Среди болезней птиц особую опасность представляют лихорадка Западного Нила и так называемая птичья вакуолярная миелопатия. Последнее из этих заболеваний было описано в 1994 году после массовой гибели хищников в районе водохранилища Дегрэй (DeGray Lake) в Арканзасе. Помимо орланов, ему также подвержены виргинский филин и несколько видов водоплавающих птиц.

### Природные враги
Белоголовый орлан находится на вершине пищевой цепи, за исключением человека у взрослых птиц практически нет природных врагов. Кладки и выводки орланов иногда разоряет енот-полоскун и изредка виргинский филин. В тех редких случаях, когда гнездо расположено на земле, опасность могут представлять наземные хищники, такие как песцы. Беспокойство гнездящимся птицам могут доставлять вороны, однако они редко нападают на гнёзда орланов, равно как и на гнёзда других пернатых хищников.

## Белоголовый орлан и человек

### Численность

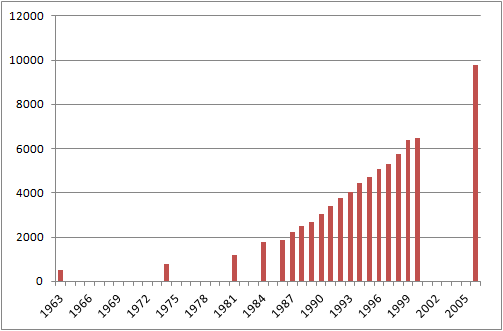
Динамика численности гнездящихся пар в 48 штатах США (без Аляски) в 1963—2006 годах

Орнитологи предполагают, что до прихода европейцев на североамериканском континенте обитало от 250 до 500 тыс. орланов. Массовая иммиграция населения драматически сказалась на судьбе этих птиц. Первые переселенцы активно расчищали ландшафты и отстреливали орланов ради красивых перьев и просто спортивного интереса. К вырубке деревьев добавилось образование населённых пунктов на морских побережьях, в устьях рек и на берегах озёр, а также увеличение потребления пресной воды, что в ряде регионов привело к истощению её запасов. С учётом фактора беспокойства это не могло не привести к сокращению численности орланов и их исчезновению в районах, где они до этого размножались столетиями. В сельской местности птица считалась вредной, поскольку среди фермеров бытовало мнение, что орланы похищают кур и овец, а также вылавливают слишком много рыбы (в действительности случаи нападения на домашний скот были единичны). Помимо отстрела многие птицы становились жертвами ядовитых стрихнина и сульфата таллия, которые подсыпали в туши падших животных для защиты от волков, койотов и собственно белоголовых орланов. Беспокойство будущим хищника и других обитателей леса ещё в середине XIX века выразил известный натуралист Джон Одюбон, отметив в своём журнале, что «если через столетие их здесь не будет, то природа лишится яркого очарования». Художник оказался прав: преследование птицы привело к тому, что к концу 1930-х годов она стала исключительно редкой на всей территории США, за исключением Аляски.
После Второй мировой войны, когда численность орланов в континентальных штатах оценивалась приблизительно в 50 тыс., в сельском хозяйстве стал широко использоваться ДДТ — ядохимикат против насекомых-вредителей. Этот инсектицид попадал в организм птиц вместе с пищей и накапливался в нём, влияя на метаболизм кальция. Он не причинял прямого вреда взрослым птицам, однако негативно сказывался на развитии потомства — яйца становились хрупкими и легко разрушались под тяжестью наседки. Столь пагубное воздействие химических веществ привело к тому, что в 1963 году, когда был произведён первый официальный подсчёт гнездящихся птиц, в 48 штатах оказалось зарегистрировано всего 487 пар. В 1972 году федеральное Агентство по охране окружающей среды ввело запрет на использование ДДТ, и популяция орланов стала быстро восстанавливаться. По данным Службы охраны рыбных ресурсов и диких животных, в 2006 году количество размножающихся пар в континентальных штатах выросло до 9789, что более чем в 20 раз выше аналогичного показателя 1963 года.
Согласно справочнику «Handbook of the birds of the world», в 1992 году общая численность белоголовых орланов в мире составляла приблизительно в 110—115 тысяч особей. По данным этого издания, больше всего птиц обитало на Аляске (40—50 тыс.) и в соседней с ней Британской Колумбии (20—30 тыс.) особей.

### Охранные меры
Первый федеральный документ по охране перелётных птиц, известный как Migratory Bird Treaty Act, был подписан между США и Великобританией в 1918 году (Канада на тот момент являлась частью Британской империи). Этот закон запрещает преднамеренное уничтожение и отлов более 600 видов птиц, но лишь в период и на пути их миграции. Первый законопроект, касающийся исключительно описываемого вида, появился на свет в 1940 году: президент США Франклин Рузвельт подписал так называемый «Закон по охране белоголового орлана» (англ. Bald Eagle Protection Act). Был введён повсеместный и круглогодичный запрет на отстрел, торговлю, а также владение птицами и их отдельными органами, яйцами и гнёздами. Исключение было сделано лишь для научных и природоохранных организаций, публичных музеев и зоопарков по разрешению министра внутренних дел. В 1962 году, когда аналогичный акт был введён в отношении беркута, для обоих видов было сделано ещё одно исключение — «для отправления религиозных ритуалов индейских племён», также по лицензии властей. Дополнительное ограничение, в частности касающееся установки ядовитых ловушек (в том числе для уничтожения койотов), вышло в свет в 1972 году. В Канаде, помимо упомянутого Migratory Bird Treaty Act, действует закон Canada Wildlife Act, в частности запрещающий владение живыми и мёртвыми орланами, а также их органами.

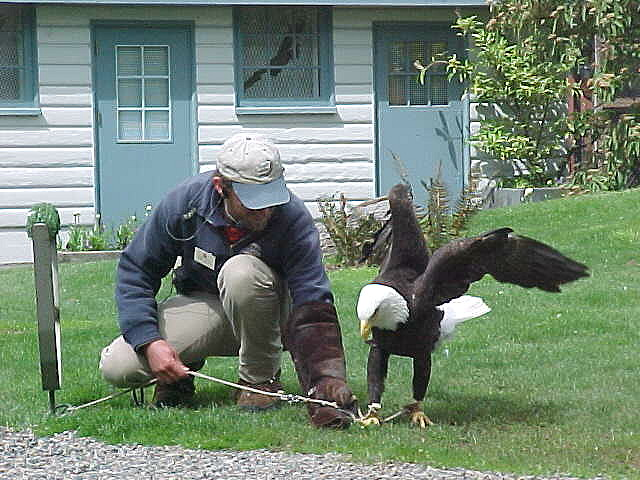
В зоопарке Сиэтла

Национальный природоохранный статус орлана также менялся несколько раз. В 1967 году популяции, обитающие южнее 40-й параллели, были признаны вымирающими. В 1978 году указанная категория была расширена на все континентальные штаты, за исключением Мичигана, Миннесоты, Висконсина, Орегона и Вашингтона (в них орлан был обозначен как уязвимый вид). В 1995 году в связи с частичным восстановлением численности охранная категория орлана в большинстве штатов была понижена до уязвимого. Наконец, в 2007 году вид был признан благополучным и исключён из обоих списков. Помимо законодательства США, белоголовый орлан также охраняется и рядом международных соглашений, в том числе Конвенцией по международной торговле вымирающими видами. Он также включён в Красную книгу Российской Федерации с неопределённым статусом (Категория 4). В международной Красной книге белоголовый орлан включён в список видов, вызывающих наименьшие опасения.

### Содержание и разведение
В Соединённых Штатах для содержания орлана требуется письменное разрешение федерального агентства Eagle Exhibition. Лицензия сроком на 3 года выдаётся только государственным и другим некоммерческим организациям с образовательной целью: зоопаркам, научным сообществам и музеям. Помимо просторной вольеры и иного оборудования, заведение обязано нанять специально обученный штат сотрудников. Хотя сама птица включена в экспозиции многих зоопарков мира (только в США их насчитывается более 70), птица редко демонстрируется широкой публике вследствие своей болезненной восприимчивости к присутствию большого количества людей. Птицы в неволе также очень редко воспроизводят потомство. На территории России орлан содержится в Московском и Ивановском зоопарках. Размер вольеры сильно варьирует: если в Смитсоновском Национальном зоопарке используется огромная клетка длиной 27,4 м, шириной 13,7 м и высотой 15,2 м, то в зоопарке города Форт-Уэрт в Техасе птицы успешно размножаются в более скромном помещении размером 7,2 × 7,2 × 4,5 м. В Национальном зоопарке птиц кормят дохлыми грызунами и цыплятами, в которые добавляют витамины и минеральные добавки.
Во второй половине XX века, когда остро встал вопрос о выживании вида в дикой природе, было инициировано несколько программ по разведению птенцов в искусственных условиях с последующим выпуском на волю. В частности, такая программа с 1976 по 1988 годы проводилась в исследовательском центре Patuxent Wildlife Research Center в Мэриленде. Орнитологи содержали несколько десятков птиц, разбив их на пары. Яйца первой кладки изымались и помещались в инкубатор, яйца повторной насиживались самкой и самцом. В первые пять лет к размножению приступали от одной до пяти пар орланов. Суммарно было отложено 31 яйцо, из которых только 15 оказались фертильными; за исключением одного во всех этих случаях появились на свет птенцы. Основной причиной неудачных кладок был назван недостаток брачных игр между партнёрами. За всё время действия программы было выращено и выпущено в дикую природу 124 молодых птицы.

### В культуре коренных народов Америки
Археологические свидетельства указывают на древнюю связь человека с белоголовым орланом. В первой половине XX века в долине реки Сан-Хоакин в Калифорнии был обнаружен череп птицы, к одной из глазниц которого битумом была приклеена раковина морского моллюска. В прямой близости от него были найдены останки местного жителя с аналогичным аксессуаром на его черепе. Специалисты предположили, что это захоронение, возраст которого составлял не менее 4 тыс. лет, было обставлено религиозным ритуалом. Схожие находки были обнаружены в долине реки Сакраменто, также в Калифорнии.

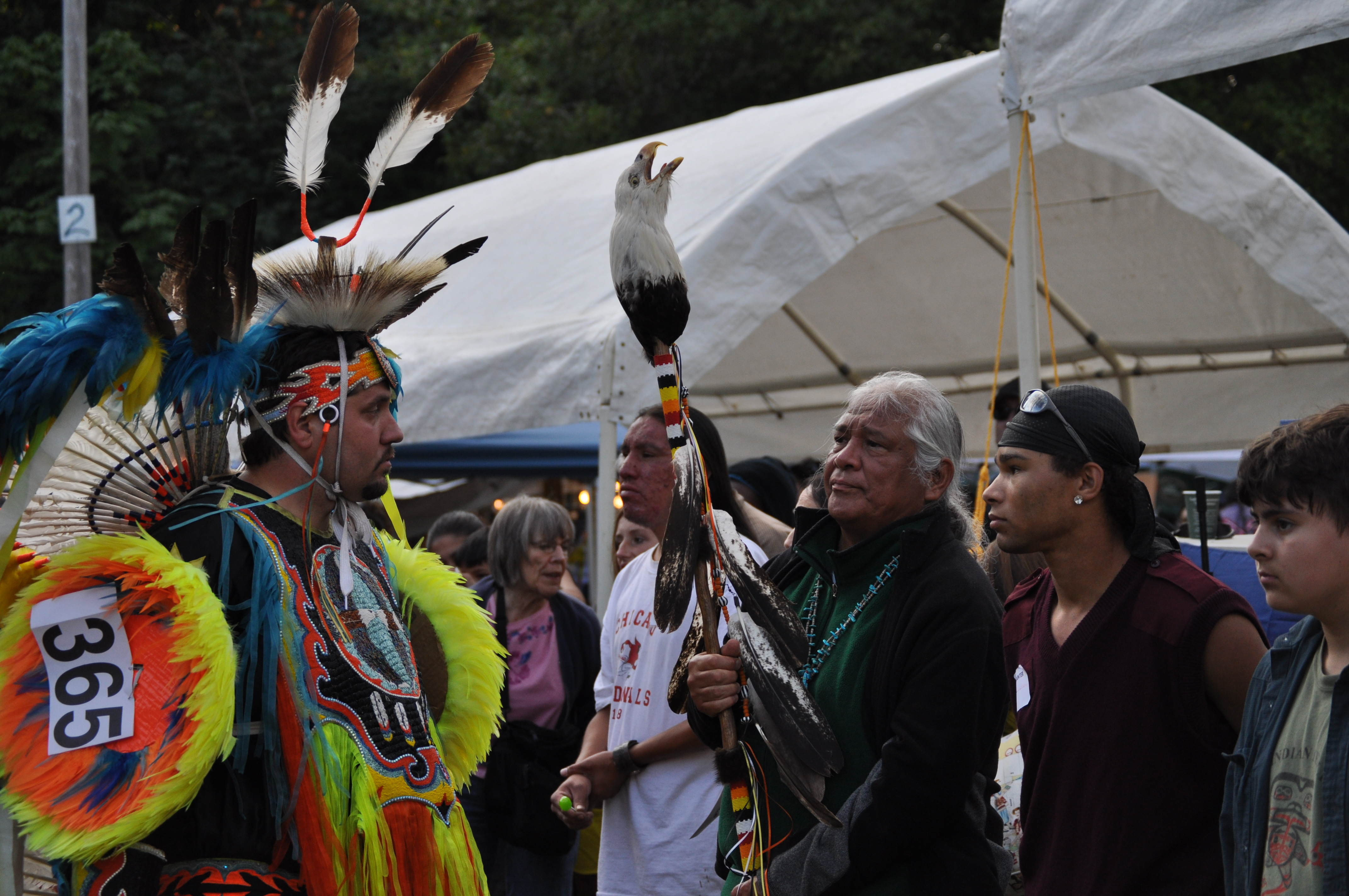
Церемония открытия фестиваля Seafair (одно из ежегодных собраний индейцев Пау-вау) в Сиэтле, 2009 год

У арапахо, кроу, шошонов и многих других индейских племён белоголовый орлан, также как и беркут, с незапамятных времён считается священной птицей, посредником между людьми и небесным Великим Духом — создателем Вселенной. Ему посвящены мифы, поверья и обряды, его перьями украшают одежду и головные уборы. Многочисленные изображения орлана и беркута сохранились на предметах домашней утвари: посуде, корзинах, текстильных и вышивных изделиях, а также на щитах, шлемах, тотемных столбах и могильных указателях. Одним из главных символов ирокезов считается орёл (орлан), гордо восседающий на вершине сосны. У индейцев Великих равнин умерших оставляли на открытом месте, чтобы орлан и другие падальщики вобрали в себя частицу плоти этих людей и способствовали их перевоплощению. У чокто эта птица — символ мира, связанная с верхним миром солнца. В племенах сиу верят, что белоголовый орлан стал прародителем их народа. Легенда гласит, что некогда потоп затопил все охотничьи угодья и селения от места восхода солнца до места его заката, и спастись удалось лишь одной женщине, которую подхватил белоголовый орлан. Он поднял её на вершину утёса, и вскоре у пары родились близнецы, положившие начало племени. Представители степного народа пауни считают птицу символом плодовитости, поскольку она строит большое гнездо высоко над землёй и храбро защищает своё потомство. В одном из мифов группы северных народов дене принц однажды преподнёс орлану лосося. Птица не забыла об этом поступке и в тяжёлые времена ответила добром на добро, пригнав к берегу много лосося, морских львов и даже нескольких китов.
Во все времена перья и другие органы орланов и беркутов выполняли большую роль в жизни индейцев. В исторические времена из костей крыльев изготавливали церемониальные свистки для воинов, трубчатыми костями изгоняли болезни, их когтей изготавливали амулеты и украшения. Считается, что перья этих птиц олицетворяют силу и почёт, их бережно хранят внутри племени и передают по наследству от одного поколения другому. В прошлом индейцев оджибве награждали перьями лишь за особые заслуги, как например за снятие скальпа или взятие в плен врага. В знаменитой Пляске Солнца кости и перья орлана выполняют особую мистическую роль, символизируют его присутствие. Во время обряда, к которому готовятся заранее, птица выступает в качестве слуги и посланника Великого Духа, принимает людские просьбы и передаёт им божественную силу, исцеляет больных. Перед началом церемонии над вигвамом сооружают гнездо птицы. В ходе танца индейцы дуют в свистки из костей крыльев, раскрашенные разноцветными точками и линиями, обращают к птице свои молитвы. По словам индейского шамана и прорицателя Экхака Сапа, известного как Чёрный Лось, звук, издаваемый свистками — это голос самого Духа. Пушистые пуховые перья на краю свистка раскачиваются из стороны в сторону, символизируя дыхание и жизнь. Один из непременных атрибутов ритуала — перьевой веер, обладающий целительными свойствами. Принимающий участие в церемонии шаман указывает веером на того, кто нуждается в исцелении.
В современном мире во многих общинах значение перьев и других частей птицы значительно снизилось. В заявках на их получение указываются такие причины, как окончание колледжа или средней школы, подарок участникам детского хора или танцевального коллектива. С целью предоставления доступа коренных народов Америки к предметам поклонения в 1970 годах Службой охраны рыбных ресурсов и диких животных США было создано национальное хранилище останков погибших беркутов и белоголовых орланов, получившее название National Eagle Repository. В настоящее время оно расположено в пригороде Денвера Коммерс-Сити, в штате Колорадо. По данным 2014 года, количество ежегодных заявок на приобретение тушек птиц и их органов превышает 5000, ожидание оформления достигает трёх с половиной лет.

### Национальная птица США

Большая печать Соединённых Штатов

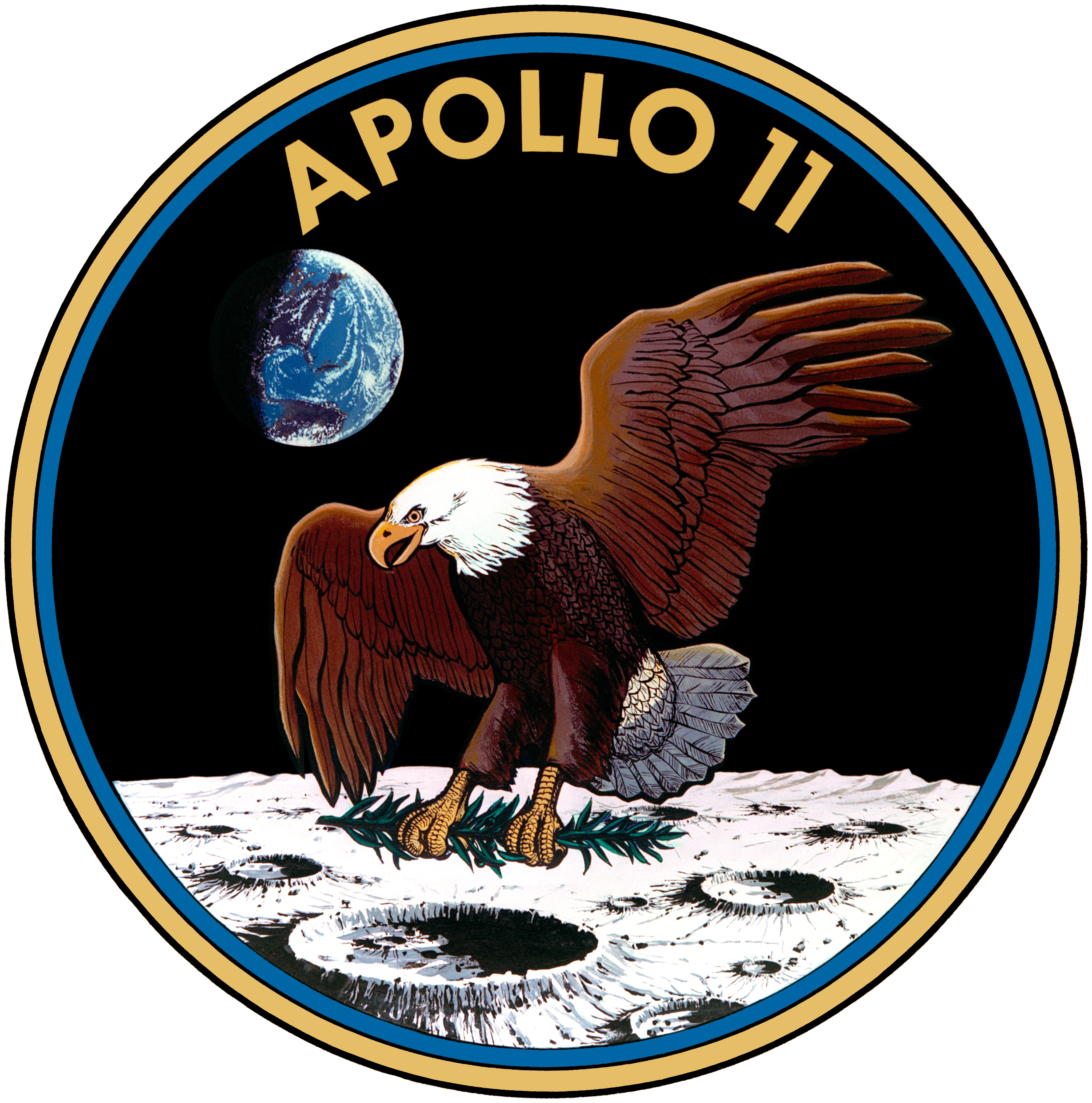
Эмблема пилотируемого корабля Аполлон-11, доставившего астронавтов на Луну

20 июня 1782 года белоголовый орлан официально стал именоваться национальным символом Соединённых Штатов Америки после того, как Континентальный конгресс после шестилетних ожесточённых дебатов проголосовал за современное изображение государственного герба этой страны — Большой печати. В центре герба изображён орлан с распростёртыми крыльями, который в клюве держит свиток с надписью на латинском языке: «E pluribus unum», что можно перевести как «Из многих — единое» — лозунг, призванный объединить нацию. В одной лапе орлан сжимает 13 стрел, в другой оливковую ветвь. Однако ещё до утверждения герба изображение орлана появилось в 1776 году на монете штата Массачусетс достоинством в 1 цент.
Один из отцов-основателей государства Бенджамин Франклин, приложивший немало усилий для утверждения Большой печати, позднее в письме к своей дочери признался о своём сожалении избрания этой птицы в качестве символа, отдав предпочтение другому североамериканскому виду — индейке:

Лично я не хотел бы, чтобы белоголовый орлан был выбран представлять нашу страну. Эта птица с плохими моральными чертами. Она не зарабатывает средства честным трудом. Ты могла увидеть её, восседающей на неком мёртвом дереве возле реки, где она даже ленится сама ловить рыбу, а вместо этого наблюдает за работой охотящегося за рыбой ястреба; а когда та трудолюбивая птица наконец хватает рыбу и приносит её в гнездо для своей половинки и птенцов, белоголовый орлан преследует её и отнимает добычу.
При всей этой несправедливости он никогда не оказывается на высоте, зато подобно людям, живущим жульничеством и грабежами, он как правило нищий и очень часто омерзительный. Кроме того, он труслив: маленькая, не больше воробья птичка тиран нагло атакует его и выдворяет со своего участка. Поэтому он ни в коем случае не может быть символом храброго американского государства, которое прогнало всех тиранов из нашей страны…
По правде говоря, индейка по сравнению с ним гораздо более респектабельная птица, и к тому же истинная уроженка Америки… Несмотря на то, что она выглядит немного самодовольной и слабой, она храбрая птица, и без колебания нападёт на гренадера британской гвардии, который позволит себе вторгнутся в её владения в своём красном мундире.
Оригинальный текст (англ.)
For my own part I wish the Bald Eagle had not been chosen the Representative of our Country. He is a Bird of bad moral character. He does not get his Living honestly. You may have seen him perched on some dead Tree near the River, where, too lazy to fish for himself, he watches the Labour of the Fishing Hawk; and when that diligent Bird has at length taken a Fish, and is bearing it to his Nest for the Support of his Mate and young Ones, the Bald Eagle pursues him and takes it from him.
With all this Injustice, he is never in good Case but like those among Men who live by Sharping & Robbing he is generally poor and often very lousy. Besides he is a rank Coward: The little King Bird not bigger than a Sparrow attacks him boldly and drives him out of the District. He is therefore by no means a proper Emblem for the brave and honest country of America who have driven all the King birds from our Country…

For the Truth the Turkey is in Comparison a much more respectable Bird, and withal a true original Native of America… He is besides, though a little vain & silly, a Bird of Courage, and would not hesitate to attack a Grenadier of the British Guards who should presume to invade his Farm Yard with a red Coat on.

В промежутке между двумя войнами (За независимость и Гражданской) изображение птицы доминировало в качестве символа США. Однако затем популярность этого атрибута снизилась до такой степени, что птицу зачастую стали рассматривать как вредителя: например, с 1917 по 1953 годы на Аляске за уничтожение орлана властями штата выплачивалось денежное вознаграждение. Если Франклин полагал, что орлан «не зарабатывает средства честным трудом», то его последователи посчитали, что он «зарабатывает» чересчур много, принося значительный ущерб звероводческим хозяйствам и ловцам лосося. Массовое предубеждение против птицы стало меняться лишь с появлением природоохранных нормативных актов, в первую очередь закона 1940 года (см раздел Экология и охрана). В 1961 году за орлана заступился 35-й президент США Джон Кеннеди:

Отцы-основатели сделали правильный выбор, когда избрали белоголового орла в качестве символа нашей нации. Свирепая красота и гордая независимость этой прекрасной птицы соответствующим образом символизирует силу и свободу Америки. Однако как граждане более позднего периода мы не оправдаем оказанное нам доверие, если позволим орлану исчезнуть.
Оригинальный текст (англ.)
The founding fathers made an appropriate choice when they selected the Bald Eagle as the Emblem of our nation. The fierce beauty and proud independence of this great bird aptly symbolizes the strength and freedom of America. But as latter day citizens we shall have failed a trust if we permit the Eagle to disappear.

В настоящее время стилизованное изображение орлана широко используется в различных государственных атрибутах, в том числе президентском и вице-президентском штандартах, жезле Палаты представителей, армейских знамёнах, денежной купюре в один доллар и 25-центовой монете. Частные предприятия также изображают белоголового орлана, когда хотят подчеркнуть своё американское происхождение. Например, его образ можно увидеть на логотипах авиаперевозчика American Airlines и производителя авиационных двигателей Pratt & Whitney.

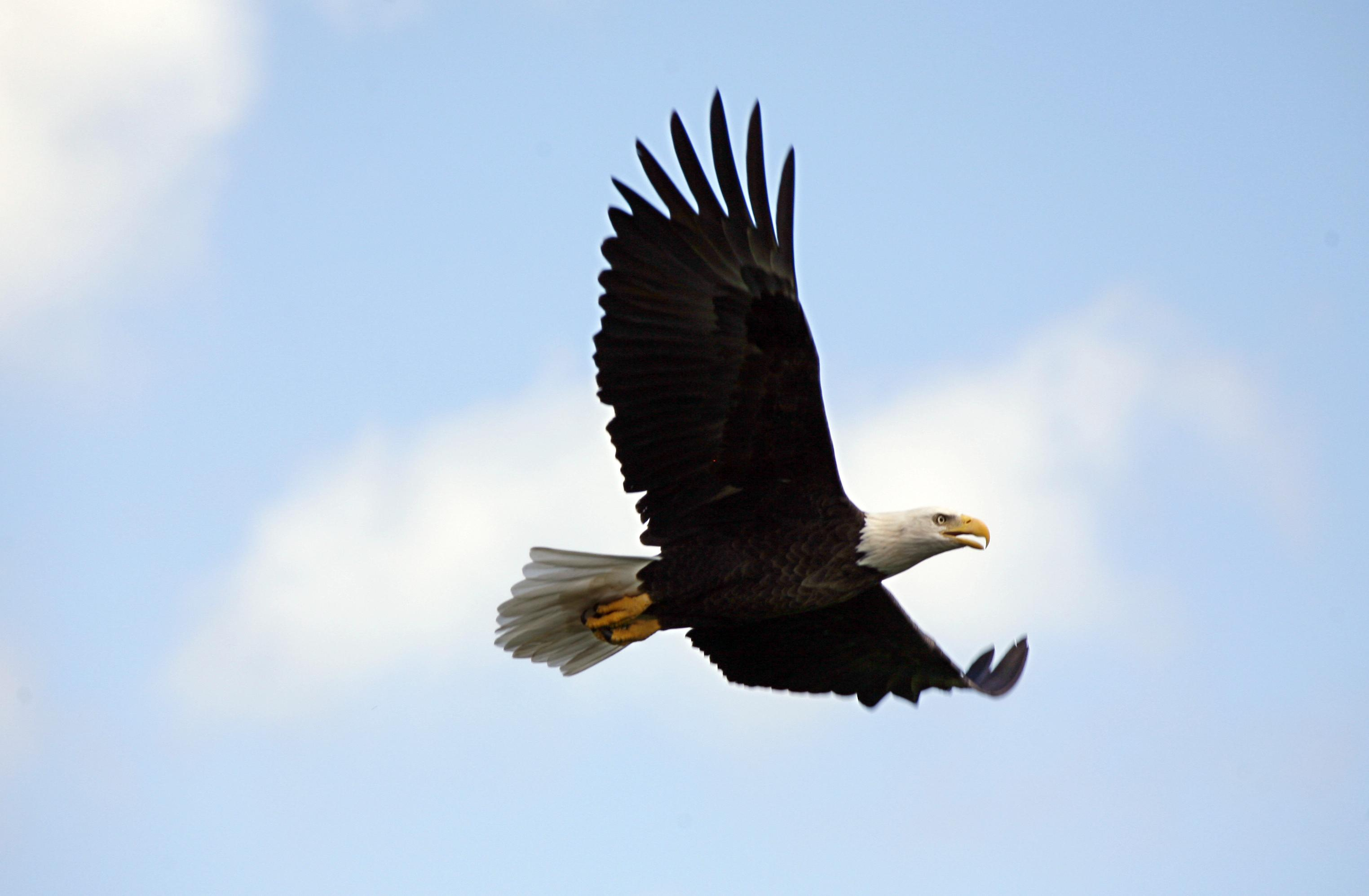
Парение
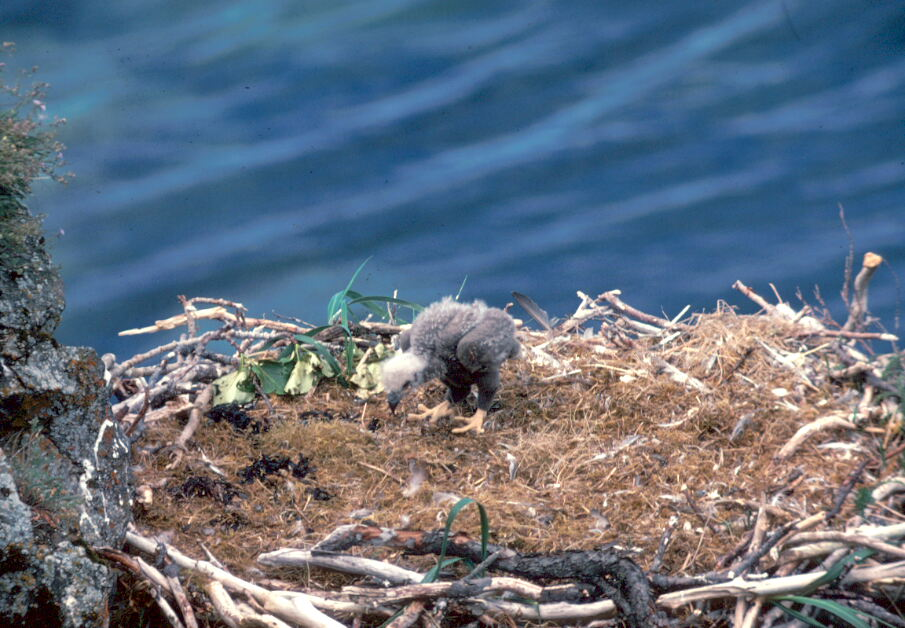
Птенец посреди большого гнезда
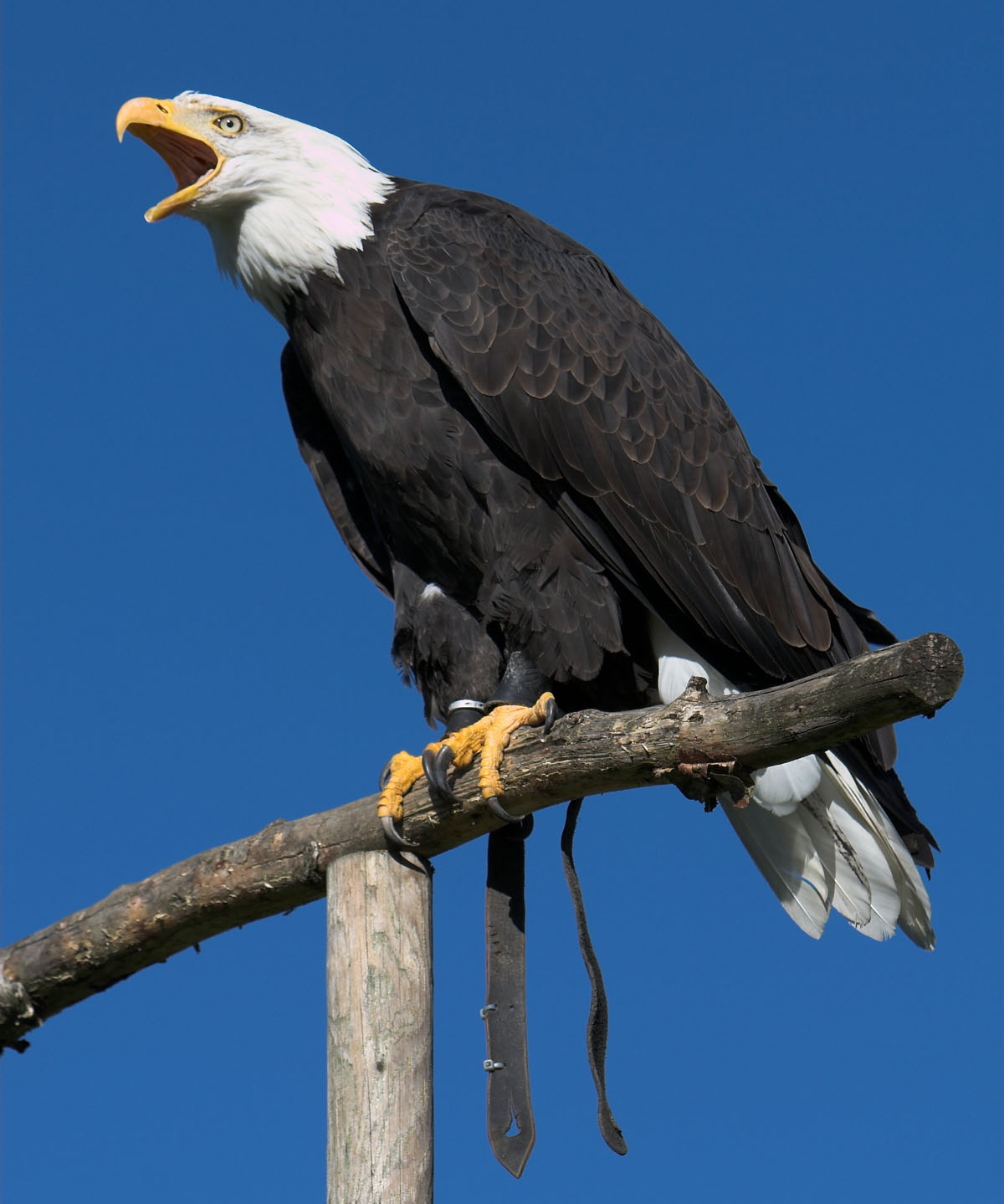
Кричащий орлан